# Abū l-Qāsim al-Hasan
Abū l-Qāsim al-Ḥasan detto Hasan I ibn ʿAlī ibn Abī al-Ḥusayn (in arabo ﺍﺑﻮ ﺍﻟﻘﺎﺳﻢ ﺍﻟﺤﺴﻦ ﺍﺑﻦ ﻋﻠﻲ ﺍﺑﻦ ﺍﺑﻲ ﺍﻟﺤﺴﻴﻦ‎?, talvolta erroneamente riportato come Hassan al-Kalbi; 911 – Palermo, 964) è stato, prima governatore e dopo Emiro di Sicilia dal 948 al 964, fondatore della dinastia dei Kalbiti che regnarono sull'isola dal 948 al 1053.

## Biografia
Nel 948 fu nominato wali dall'Imam fatimide Ismāʿīl al-Manṣūr bi-naṣr Allāh (Ismāʿīl, il "Reso vittorioso" da Dio). Egli riuscì soffocare la ribellione arabo-berbera in corso nella Sicilia occidentale e a riprendere il controllo della Sicilia orientale, abitata in maggioranza da cristiani, che si era resa indipendente.
Affrontò vittoriosamente i Bizantini in Calabria e nella Puglia, fondando anche una moschea a Reggio Calabria, distrutta tuttavia pochi anni dopo.
Al-Ḥasan ibn ʿAlī al-Kalbī stabilì la propria residenza a Palermo. Rapidamente riuscì a placare le insurrezioni e a ristabilire la pace interna. Rinforzò l'esercito, respinse attacchi bizantini e rinnovò le scorrerie in Italia. Inoltre costrinse i bizantini a riprendere il pagamento dei tributi ai Fatimidi. Durante la sua reggenze iniziò un periodo d'oro per la Sicilia; immigranti musulmani rinforzarono la forza economica dell'isola. Le crescenti entrate permisero ad al-Ḥasan ibn ʿAlī al-Kalbī di finanziare una vivace attività edilizia a Palermo. Così furono realizzati i primi qanāt che assicurarono il rifornimento idrico. Vennero inoltre costruiti palazzi, moschee e scuole nonché creati giardini. Palermo divenne una metropoli di 200 000 abitanti. L'artigianato e il commercio conobbero anch'essi un periodo d'oro.
Alla morte dell'Imam fatimide al-Manṣūr (marzo 953), al-Ḥasan tornò in Ifrīqiya, lasciando le redini del governo siciliano al figlio Aḥmad, pur conservando il comando delle forze armate isolane e calabresi. Suo fratello ʿAmmār, a causa dell'incombente minaccia bizantina, lo richiamò per fruire del suo aiuto e della sua esperienza bellica.
Morì nel 964 a Palermo, durante l'assedio di Rometta. La dinastia governatoriale da lui fondata (anche se non fu riconosciuta ereditaria dall'Imam fatimide fino al 970) si mantenne al potere fino al 1053.

## Fatti antecedenti

L'Italia intorno all'anno 1000

La Sicilia venne conquistata tra l'827 e l'878 dalle forze arabe impiegate della dinastia militare turca degli Aghlabidi, insediati in Ifrīqiya dal Califfo abbaside Hārūn al-Rashīd per metter fine alle continue insurrezioni kharigite dei Berberi.
Dopo la caduta degli Aghlabidi, nell'anno 909, gli emiri di Sicilia divennero autonomi. 
Durante questo periodo ci furono però insurrezioni che sfociarono in vere e proprie guerre civili, generate dalle profonde differenze tra Arabi (specie a Palermo) e Berberi (forti ad Agrigento) così come tra gli Arabi di origine nord arabica (Qaysiti) e sud arabica (Kalbiti).
I Fatimidi, che avevano sostituito manu militari gli Aghlabidi in Nordafrica, riuscirono solamente durante la reggenza di al-Qāʾim (934-946), il secondo imam, a riprendere il controllo della Sicilia.
Dal 944 al 947 al-Qāʾim e suo figlio Ismāʿīl al-Manṣūr bi-naṣr Allāh (946-953) furono però impegnati strenuamente nel contrasto della ribellione dei khargiti berberi seguaci di Abu Yazid (l'"uomo dell'asino"), in Nordafrica.
Dopo la morte di Ismāʿīl al-Manṣūr, nell'anno 952, la dinastia s'impegnò fortemente per conquistare i paesi a est della Siria, al fine di poter penetrare in Iraq e abbattere la dinastia califfale abbaside e sostituirsi ad essa. Il nuovo Imam al-Qāʾim pensò quindi di affidare la provincia siciliana al suo fedele collaboratore al-Ḥasan al-Kalbī, nominandolo emiro di Sicilia, con diritto di nomina dei propri successori.

## Governo kalbita in Sicilia
L'Emirato di Sicilia rimase sotto il dominio dei suoi discendenti fino al 1053, anno della deposizione dell'ultimo Emiro Ḥasan II, con una breve interruzione tra il 1037 e il 1040.
In totale ci furono dieci emiri in Sicilia.
1. Abū l-Qāsim al-Ḥasan ibn ʿAlī ibn Abī l-Ḥusayn (948-954) † 964
2. Aḥmad I b. al-Ḥasan Abī l-Ḥusayn (954-969)
3. Abū l-Qāsim ʿAlī ibn al-Ḥasan (969-982)
4. Jābir al-Kalbī (982-983)
5. Jaʿfar I al-Kalbī (983-985)
6. ʿAbd Allāh al-Kalbī (985-989)
7. Yūsuf ibn al-Kalbī (989-998)
8. Jaʿfar II al-Kalbī (998-1019)
9. Aḥmad II al-Akḥal (1019-1037)
10. Ḥasan II al-Ṣāmṣām (1040-1053)